# Ozimek volans
Ozimek volans (лат.) — вид вымерших планирующих пресмыкающихся, живших во времена триасового периода. Один из двух известных видов в составе семейства Sharovipterygidae и единственный известный представитель рода Ozimek.

## Этимология
Название рода дано в честь польского города Озимека, расположенного поблизости от места находок окаменелостей вида. Видовое название «volans» означает «летающий».

## Описание

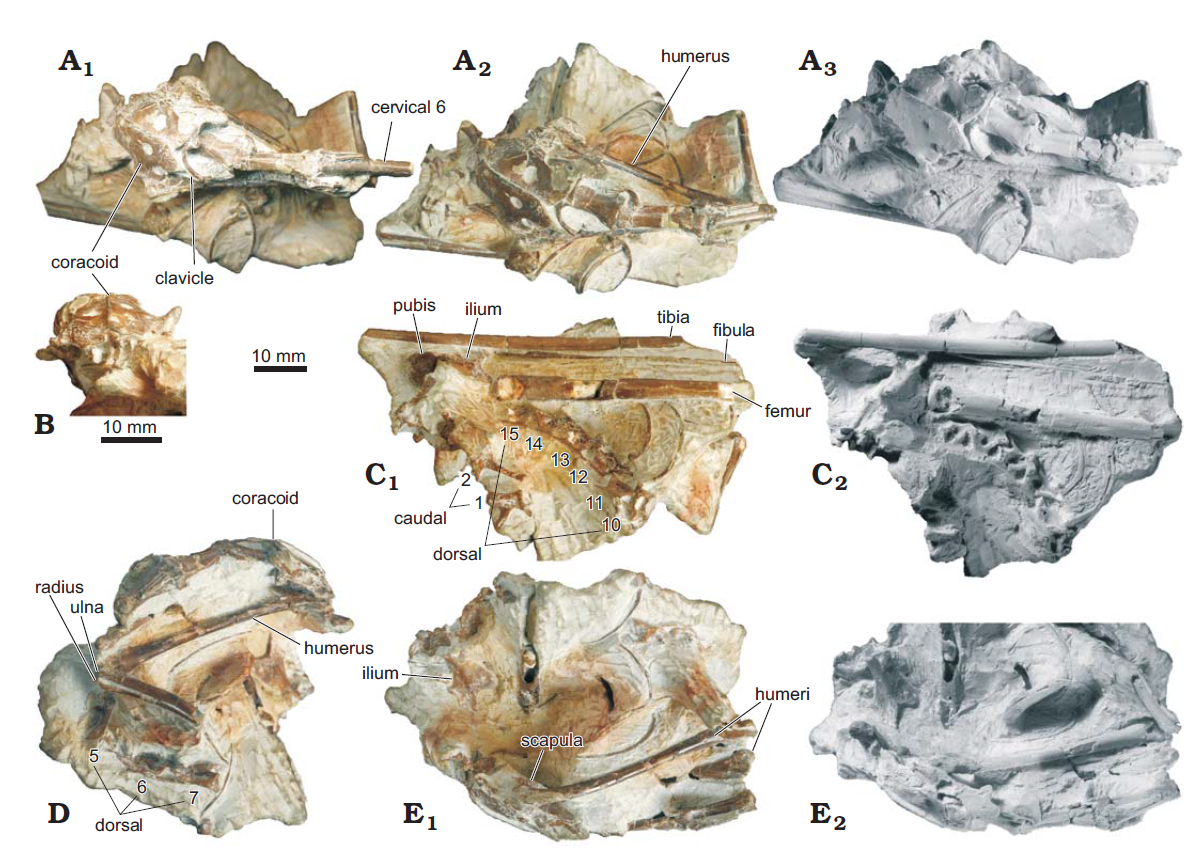
Части голотипа

Ozimek volans был маленьким животным длиной около 90 см. Его конечности были удлинёнными; задние конечности были длиннее передних. Конечности, вероятно, поддерживали кожистую мембрану, которая использовалась для планирующего полёта между деревьями, как и у шаровиптерикса. Хотя передние конечности последнего неизвестны, они также, вероятно, были похожи на таковые у Ozimek volans.
Окаменелые остатки черепа относительно фрагментарны. Судя по идентифицируемым фрагментам, череп, по-видимому, был диапсидным, широким и компактным, со скуловой костью, образующей полную арку. В сохранившихся частях челюсти много мелких заострённых зубов. По-видимому, у животного было 9 шейных позвонков, 16 спинных позвонков, 3 крестцовых позвонка и не менее 7 хвостовых позвонков (хвост полностью не сохранён). Шейные позвонки очень удлинённые и тонкостенные, причем четвёртый, пятый и шестой являются наиболее длинными. Сохранилось несколько брюшных рёбер.

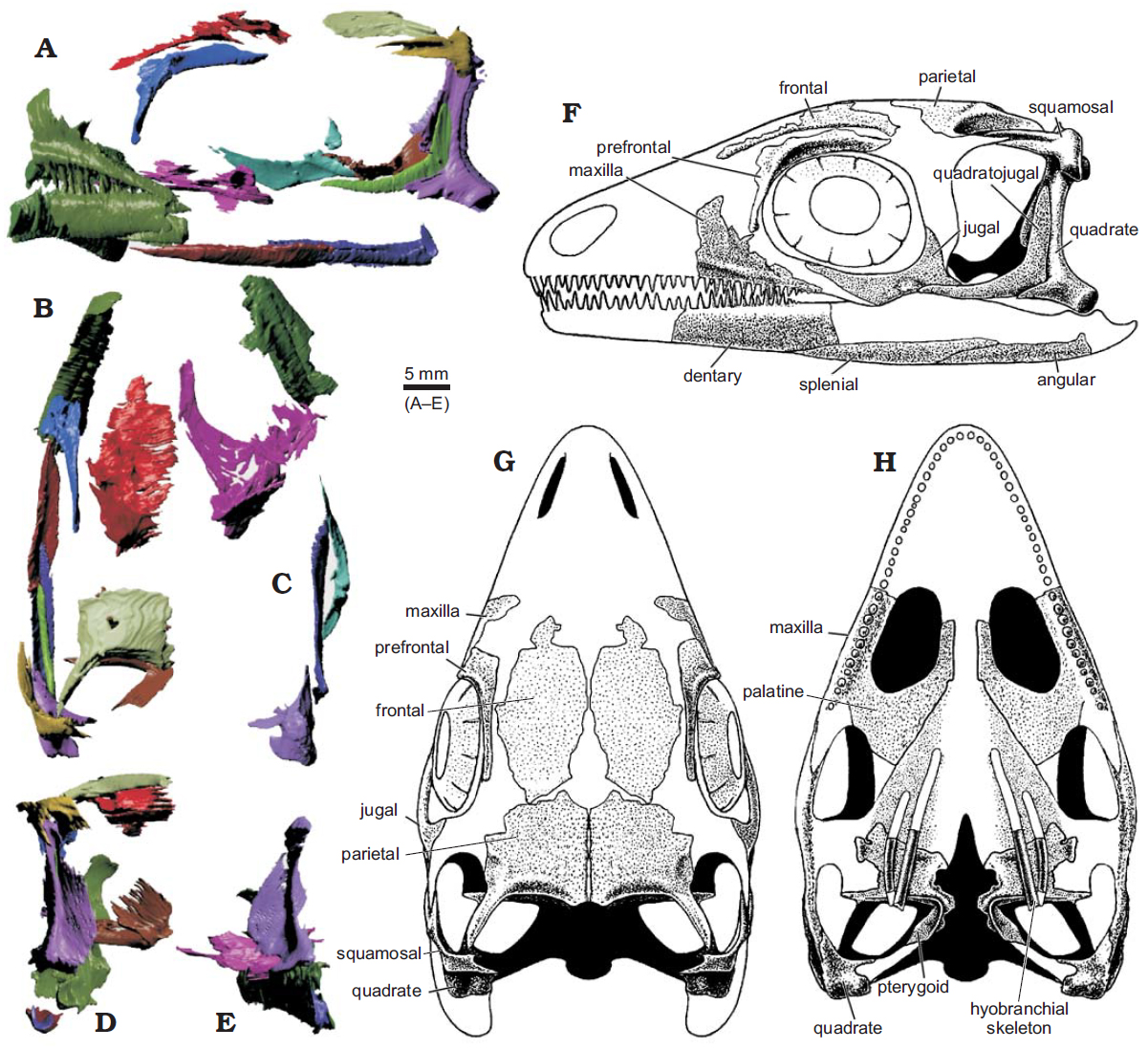
Реконструкция черепа

Наиболее уникальной особенностью анатомии животного являются вероятные коракоиды, которые, предположительно, срастаются с грудиной. Они большие и пластинчатые, и каждый коракоид несет два отверстия. Переднее отверстие может быть гомологичным коракоидной раковине, обнаруженной у других животных, но происхождение заднего отверстия остаётся неясным. Кроме того, лопатка имеет серповидную форму, а пятая плюсневая кость изогнутая и очень крепкая.

## Открытие
Окаменелые остатки вида были найдены в верхнетриасовом местонахождении Красеюв (датируется возрастом 230 млн лет), бывшем глиняном карьере в районе одноимённой деревни на территории Польши. Первые окаменелости (шейные позвонки) были обнаружены в августе 2001 года.
Голотип представляет собой частичный скелет, каталогизированный как ZPAL AbIII/2512. Наряду с ним известны четыре других частичных скелета и 30 прочих фрагментарных образцов.
Первоначально палеонтологи под руководством профессора Польской академии знаний Ежи Джика, занимающиеся изучением окаменелостей, предполагали, что они принадлежат птерозавру, при этом он мог быть древнейшим известным представителем своей группы. После находки фрагментов черепа в 2010 году и фрагментарных скелетов они пересмотрели свою первоначальную теорию.
Изучив такие особенности анатомии, как длинная шея (почти равная по длине размерам туловища), а также пропорции костей конечностей (длина передних — около 15 см, задних — около 23 см), они пришли к выводу о сходстве с особенностями анатомии шаровиптерикса (Sharovipteryx), хотя следы кожаной перепонки на костях Ozimek volans отсутствуют. В связи с этими и другими особенностями строения, новый таксон был включён первооткрывателями в состав семейства Sharovipterygidae.